# Saint-Gratien-Savigny
Saint-Gratien-Savigny è un comune francese di 127 abitanti situato nel dipartimento della Nièvre nella regione della Borgogna-Franca Contea.

## Società

### Evoluzione demografica
Abitanti censiti